# Autoserica fulvicolor
Autoserica fulvicolor är en skalbaggsart som beskrevs av Max Quedenfeldt 1884. Autoserica fulvicolor ingår i släktet Autoserica och familjen Melolonthidae. Inga underarter finns listade.